# Lacul Călțun
Lacul Călțun este un lac glaciar situat la nord-est de vârful Negoiu din Munții Făgăraș, la jumătatea drumului dintre cabana Negoiu și cabana Bâlea Lac, în căldarea Călțun, la poalele vârfurilor „gemene” Călțun și Lespezi.

## Descriere
Lacul este situat la altitudinea de 2 135 m, are suprafața de 7 751 m2, iar adâncimea maximă de 11,8 m. 

## Galerie

Fotografii reprezentative
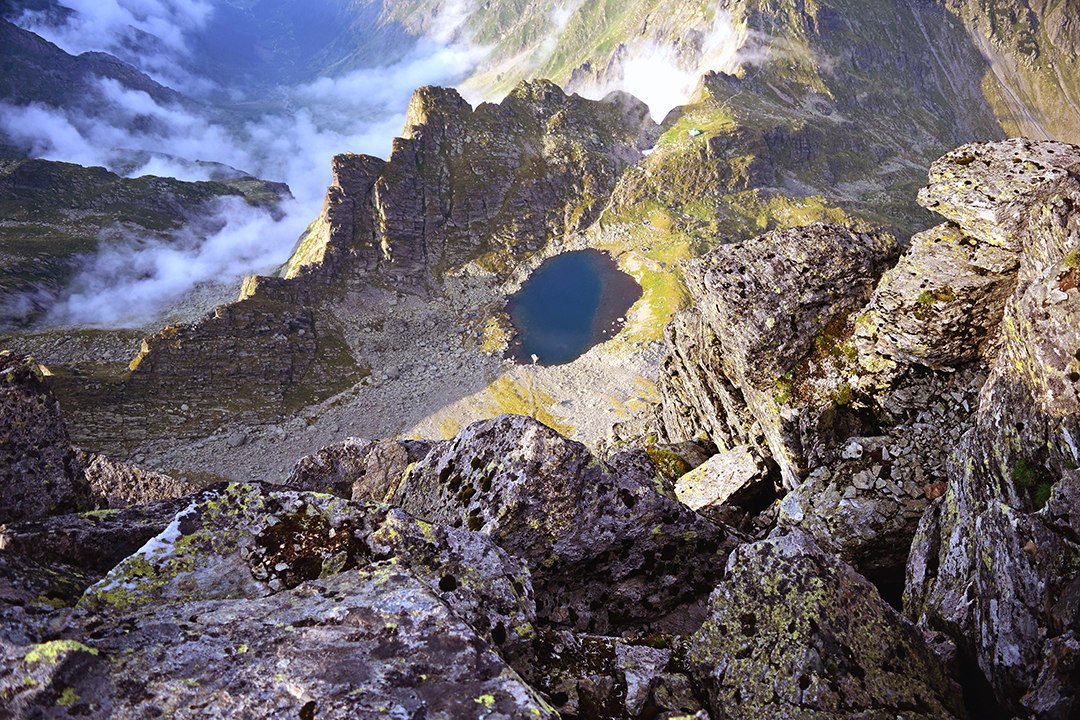
Lacul glaciar Călțun din Munții Făgăraș, aflat la poalele vârfurilor „gemene,” Călţun și Lespezi (altitudine 2.135 m)